# فريدريش شور
فريدريش شور (بالألمانية: Friedrich Schorr)‏ (و. 1888 – 1953 م) هو موسيقي، ومغني أوبرا، ومغني من النمسا، والولايات المتحدة، والإمبراطورية النمساوية المجرية، وألمانيا، ولد في أوراديا، توفي في فارمنغتون، كونيتيكت، عن عمر يناهز 65 عاماً.